# Costanzana
Costanzana é uma comuna italiana da região do Piemonte, província de Vercelli, com cerca de 896 habitantes. Estende-se por uma área de 21 km², tendo uma densidade populacional de 43 hab/km². Faz fronteira com Asigliano Vercellese, Balzola (AL), Desana, Morano sul Po (AL), Pertengo, Rive, Tricerro, Trino.

## Demografia
| Variação demográfica do município entre 1861 e 2011                               |
|                                                                                   |
| Fonte: Istituto Nazionale di Statistica (ISTAT) - Elaboração gráfica da Wikipedia |